# 200 mètres papillon masculin aux championnats du monde de natation 2023
Cet article traite de l'épreuve masculine. Pour la compétition féminine, voir 200 mètres papillon féminin aux championnats du monde de natation 2023.
Le 200 mètres papillon masculin est une épreuve de natation sportive des championnats du monde de natation 2023. Elle a lieu les 25 et 26 juillet 2023 à Fukuoka au Japon.

## Records
Avant cette compétition, les records dans cette discipline étaient :
| Record du monde       | 1 min 50 s 34 | Kristóf Milák | 21 juin 2022    | Budapest, Hongrie     |
| Record du championnat | 1 min 50 s 73 | Kristóf Milák | 24 juillet 2019 | Gwangju, Corée du Sud |

## Résultats détaillés
Les 16 meilleurs temps se qualifient pour les demi-finales (Q), puis les 8 meilleurs demi-finalistes passent en finale (F).

### Séries
| Rang | Série | Ligne | Nageur                | Pays                | Temps         | Commentaire        |
| ---- | ----- | ----- | --------------------- | ------------------- | ------------- | ------------------ |
| 1    | 5     | 4     | Tomoru Honda          | Japon               | 1 min 54 s 21 | Q                  |
| 2    | 3     | 1     | Arbidel González      | Espagne             | 1 min 54 s 99 | Q, Record national |
| 3    | 4     | 6     | Krzysztof Chmielewski | Pologne             | 1 min 55 s 02 | Q                  |
| 4    | 5     | 2     | Wang Kuan-hung        | Taipei chinois      | 1 min 55 s 17 | Q                  |
| 5    | 5     | 6     | Alberto Razzetti      | Italie              | 1 min 55 s 35 | Q                  |
| 6    | 4     | 5     | Carson Foster         | États-Unis          | 1 min 55 s 36 | Q                  |
| 7    | 4     | 4     | Léon Marchand         | France              | 1 min 55 s 46 | Q                  |
| 8    | 5     | 3     | Thomas Heilman        | États-Unis          | 1 min 55 s 59 | Q                  |
| 9    | 3     | 6     | Niu Guangsheng        | Chine               | 1 min 55 s 69 | Q                  |
| 10   | 4     | 3     | Teppei Morimoto       | Japon               | 1 min 55 s 72 | Q                  |
| 11   | 3     | 7     | Denys Kesil           | Ukraine             | 1 min 55 s 75 | Q                  |
| 12   | 5     | 5     | Noè Ponti             | Suisse              | 1 min 55 s 85 | Q                  |
| 13   | 3     | 5     | Ilya Kharun           | Canada              | 1 min 55 s 93 | Q                  |
| 14   | 3     | 3     | Richárd Márton        | Hongrie             | 1 min 56 s 03 | Q                  |
| 15   | 3     | 2     | Lewis Clareburt       | Nouvelle-Zélande    | 1 min 56 s 23 | Q                  |
| 16   | 5     | 1     | Matthew Temple        | Australie           | 1 min 56 s 51 | Forfait            |
| 17   | 4     | 2     | Leonardo de Deus      | Brésil              | 1 min 56 s 79 | Q                  |
| 18   | 5     | 7     | Federico Burdisso     | Italie              | 1 min 56 s 86 |                    |
| 19   | 3     | 4     | Chen Juner            | Chine               | 1 min 56 s 87 |                    |
| 20   | 4     | 8     | Martin Espernberger   | Autriche            | 1 min 57 s 36 |                    |
| 21   | 4     | 1     | Moon Seung-woo        | Corée du Sud        | 1 min 57 s 79 |                    |
| 22   | 5     | 8     | Héctor Ruvalcaba      | Mexique             | 1 min 57 s 80 |                    |
| 23   | 5     | 0     | Sajan Prakash         | Inde                | 1 min 58 s 07 |                    |
| 24   | 4     | 7     | Kregor Zirk           | Estonie             | 1 min 58 s 69 |                    |
| 25   | 5     | 9     | Yeziel Morales        | Porto Rico          | 1 min 59 s 10 |                    |
| 26   | 2     | 4     | Erick Gordillo        | Guatemala           | 1 min 59 s 96 |                    |
| 27   | 3     | 9     | Abdalla Nasr          | Égypte              | 2 min 0 s 17  |                    |
| 28   | 4     | 0     | Jorge Otaiza          | Venezuela           | 2 min 1 s 83  |                    |
| 29   | 3     | 0     | Navaphat Wongcharoen  | Thaïlande           | 2 min 3 s 05  |                    |
| 30   | 2     | 5     | Richárd Nagy          | Slovaquie           | 2 min 3 s 33  |                    |
| 31   | 2     | 6     | Simon Bachmann        | Seychelles          | 2 min 3 s 57  |                    |
| 32   | 2     | 3     | Diego Balbi           | Pérou               | 2 min 3 s 61  |                    |
| 33   | 1     | 3     | Raekwon Jibril Noel   | Guyana              | 2 min 5 s 65  |                    |
| 34   | 2     | 7     | Gerald Hernández      | Nicaragua           | 2 min 7 s 28  |                    |
| 35   | 2     | 1     | Christian Jerome      | Haïti               | 2 min 8 s 54  | Record national    |
| 36   | 4     | 9     | Hồ Nguyễn Duy Khoa    | Viêt Nam            | 2 min 11 s 47 |                    |
| 37   | 2     | 8     | Ali Haidar            | Koweït              | 2 min 13 s 97 |                    |
| 38   | 1     | 4     | Mohamed Rihan Shiham  | Maldives            | 2 min 32 s 93 |                    |
| -    | 1     | 5     | James Hendrix         | Guam                | Forfait       | Forfait            |
| -    | 2     | 2     | Salem Sabt            | Émirats arabes unis | Forfait       | Forfait            |
| -    | 3     | 8     | Jaouad Syoud          | Algérie             | Forfait       | Forfait            |

### Demi-finales
| Rang | Série | Ligne | Nageur                | Pays             | Temps         | Commentaire        |
| ---- | ----- | ----- | --------------------- | ---------------- | ------------- | ------------------ |
| 1    | 1     | 3     | Carson Foster         | États-Unis       | 1 min 53 s 85 | F                  |
| 2    | 2     | 6     | Léon Marchand         | France           | 1 min 54 s 21 | F                  |
| 3    | 2     | 1     | Ilya Kharun           | Canada           | 1 min 54 s 28 | F, Record national |
| 4    | 2     | 5     | Krzysztof Chmielewski | Pologne          | 1 min 54 s 36 | F                  |
| 5    | 2     | 4     | Tomoru Honda          | Japon            | 1 min 54 s 43 | F                  |
| 6    | 1     | 1     | Richárd Márton        | Hongrie          | 1 min 54 s 54 | F                  |
| 7    | 1     | 6     | Thomas Heilman        | États-Unis       | 1 min 54 s 57 | F                  |
| 8    | 1     | 5     | Wang Kuan-hung        | Taipei chinois   | 1 min 54 s 97 | F                  |
| 9    | 2     | 3     | Alberto Razzetti      | Italie           | 1 min 55 s 00 |                    |
| 10   | 1     | 2     | Teppei Morimoto       | Japon            | 1 min 55 s 63 |                    |
| 11   | 1     | 7     | Noè Ponti             | Suisse           | 1 min 55 s 44 |                    |
| 12   | 1     | 4     | Arbidel González      | Espagne          | 1 min 55 s 61 |                    |
| 13   | 2     | 8     | Lewis Clareburt       | Nouvelle-Zélande | 1 min 56 s 44 |                    |
| 14   | 2     | 7     | Denys Kesil           | Ukraine          | 1 min 56 s 89 |                    |
| 15   | 2     | 2     | Niu Guangsheng        | Chine            | 1 min 57 s 51 |                    |
| 16   | 1     | 8     | Leonardo de Deus      | Brésil           | 1 min 57 s 94 |                    |

### Finale
| Rang               | Ligne | Nageur                | Pays           | Temps         | Commentaire     |
| ------------------ | ----- | --------------------- | -------------- | ------------- | --------------- |
| Médaille d'or      | 5     | Léon Marchand         | France         | 1 min 52 s 43 | Record national |
| Médaille d'argent  | 6     | Krzysztof Chmielewski | Pologne        | 1 min 53 s 62 |                 |
| Médaille de bronze | 2     | Tomoru Honda          | Japon          | 1 min 53 s 66 |                 |
| 4                  | 1     | Thomas Heilman        | États-Unis     | 1 min 53 s 82 |                 |
| 4                  | 3     | Ilya Kharun           | Canada         | 1 min 53 s 82 | Record national |
| 6                  | 4     | Carson Foster         | États-Unis     | 1 min 54 s 74 |                 |
| 7                  | 7     | Richard Marton        | Hongrie        | 1 min 55 s 02 |                 |
| 8                  | 8     | Wang Kuan-Hung        | Taipei chinois | 1 min 55 s 43 |                 |